# Якокка, Ли
Лидо Энтони «Ли» Якокка (англ. Lido Anthony «Lee» Iacocca; 15 октября 1924 — 2 июля 2019) — американский предприниматель, менеджер (управляющий), автор нескольких автобиографических бестселлеров. Занимал должность президента компании Ford и председателя правления корпорации Chrysler. Один из самых знаменитых топ-менеджеров в истории мирового автопрома.

## Биография
Родился в городе Аллентаун, штат Пенсильвания, в семье итальянских иммигрантов. В 1939 году Якокка заболел ревматизмом, в те времена болезнь считалась почти неизлечимой, но впоследствии поправился. Из-за перенесённого заболевания Ли Якокку не взяли в армию. По окончании школы Якокка поступил в Лихайский университет. Через некоторое время его пригласили на учёбу в Принстонский университет.

### Работа в Ford
По окончании Принстонского университета Якокка приступил к работе в компании Ford в качестве инженера, через некоторое время перешёл на управленческую работу. К тому времени относится появление имени «Ли», связанное с тем, что в телефонных разговорах он стал так сокращать своё имя Лидо (имя «Лидо», как писал в своих мемуарах Якокка, ассоциировалось у американцев того времени со сленговым названием публичного дома).
Через некоторое время Якокке удалось стать одним из директоров компании. Под руководством Якокки был разработан популярный автомобиль Ford Mustang. Также принимал активное участие в организации работы по внедрению малолитражных переднеприводных автомобилей, одним из которых стал Ford Fiesta. В эти же годы он внёс существенный вклад в продвижение потребительского автокредитования. 13 июля 1978 года был уволен из компании Генри Фордом II несмотря на то, что уже на тот момент он считался одним из ведущих управляющих в США. О причинах увольнения Якокка рассказывает в автобиографии: по его мнению, это произошло из-за того, что он начинал становиться более популярным, чем сам Генри Форд II.
Реальной причиной могла являться ситуация вокруг Ford Pinto 1973 модельного года: из-за компактности автомобиля и неудачного места расположения бензобака при заднем столкновении бензин мог сдетонировать. Ли Якокка считался главным виновником, так как был в курсе потенциальной опасности конструкции авто. В конце концов компания Форд под давлением общественности летом 1978 года отозвала около 2 млн Pinto и созданных на её базе автомобилей марки Mercury. Ещё через месяц Якокка был уволен из фирмы.

### Работа в Chrysler
Вскоре после увольнения из Ford Якокке поступило предложение возглавить корпорацию Chrysler, в то время находившуюся на грани банкротства. Положение ухудшилось также из-за грянувшего экономического кризиса. Якокка  смог улучшить экономическое положение компании: в частности, обеспечил возврат правительству США займа в размере 1,2 млрд $ за 7 лет до окончания срока. Возглавлял корпорацию до 1995 года.

### Личная жизнь
В 1956 женился на Мэри Макклир, в их браке родились 2 дочери. В 1983 Мэри умерла от диабета.
В 1986 женился на Пегги Джонсон, через 19 месяцев брак был расторгнут.
В 1991 женился на Дарьен Ирль. Через 3 года они развелись.

## Творчество
В 1980-х годах Якокка написал автобиографию «Iacocca: An Autobiography» (русское издание: «Карьера менеджера»), которая неоднократно перерабатывалась и переиздавалась. Впоследствии он написал ещё несколько книг мемуарного характера. В мемуарах он рассказывает о Генри Форде II, внуке основателя компании Ford, и о взаимоотношениях в компании, подробно рассказывает о своей жизни и объясняет свою мотивацию при принятии ключевых решений во время работы в Ford и Chrysler.

###### Издания на русском языке
- Якокка, Л. Карьера менеджера = Iacocca: An Autobiography : [пер. с англ.] / Л. Якокка, У. Новак. — 2 изд. — Минск : Попурри, 2002. — 448 с. — (Успех!). — ISBN 978-985-438-822-0.
- Якокка, Л. Куда подевались все лидеры? = Where Have All the Leaders Gone? : [пер. с англ.]. — Минск : Попурри, 2008. — 320 с. — (Бизнес). — ISBN 978-985-15-0207-9.
- Якокка, Л. Карьера менеджера. Послесловие = Talking Straight : [пер. с англ.] / Л. Якокка, С. Клайнфилд. — Минск : Попурри, 2007. — 384 с. — (Бизнес). — ISBN 978-985-15-0050-1.

## Общественная деятельность
В мае 1982 года президент США Рональд Рейган предложил Ли Якокке возглавить совет директоров фонда по реставрации статуи Свободы. Ремонт был проведён в 1984—1986 годах.

## В кинематографе
В фильме «Хранители», который вышел на экраны в 2009 году, Ли Якокка появляется в эпизодической роли в качестве одного из гостей Озимандиаса, был убит на этой встрече.
Ли Якокка стал одним из героев американского фильма «Форд против Феррари», вышедшего на экраны в 2019 году. Роль Якокки сыграл актёр Джон Бернтал.